# 水牛群像
《水牛群像》，又名 《南國》，是雕塑家黃土水於1930年所完成之石膏淺浮雕作品，是臺灣美術史上相當知名的經典傑作之一，原作典藏於臺北中山堂。2009年3月2日由文建會（今文化部）公告登錄為國寶，亦是第一件登錄為國寶的二十世紀藝術作品。

## 歷史
累積多年對台灣水牛形體的觀察紀錄心得，並多次入選台展與帝展的黃土水，於日本東京池袋的工作室中，以淺浮雕的技法，創作此一寬555公分，高250公分的大型雕塑，為其創作史上首見的大作，打算以此做為參選帝展的作品。由於黃土水傾全部心力於此創作之上，除有過度勞累之跡象外，亦因盲腸炎延誤就醫，終在1930年屆臨此作完成之際，因盲腸破裂引發腹膜炎，於12月21日病逝。本作也因此不及參加帝展。
1937年，黃土水遺孀廖秋桂將此作捐贈予台北市役所。由於尺寸巨大擔心石膏碎裂，作品由日本船運回台時，切解成八塊石膏板，抵台時再接合，現藏於台北中山堂的原件可觀察到明顯的接合痕跡。經考量後，此作品鑲嵌於甫落成不久的台北公會堂二樓與三樓間樓梯前的中央牆壁（今中山堂光復廳前壁）展示。

## 整體畫面
本作畫面主要描繪的是臺灣傳統農村當中的閒緻之景，實為黃土水對臺灣農村風景一貫的現實主義之經驗。在香蕉樹之下，有三位牧童與五隻水牛共享悠閒片刻，構圖完整，旋律悠揚且溫婉。尤其是水牛的形體筋肉渾圓有力，充分呈現了黃土水長期觀察水牛體態的成果，以及成熟的雕塑技法。其中畫面右下角有一位牧童撫摸著小牛的頭，小孩專注、溫柔的神情，流露著感情，充份展現了安定與平和感，是畫面的靈魂焦點之一。

## 複製品
1983年，首次由文建會主持翻鑄工作，成功翻鑄二件銅鑄複製作，現分別藏於台北市立美術館及國立臺灣美術館。而翻鑄用的玻璃纖維原模，則致贈高雄市立美術館，在二樓迴廊常態展覽。此三件作品雖皆為複製作，但皆由典藏館方視為鎮館之寶。

## 評價
臺灣日日新報社漢文主編、「瀛社」社長魏清德曾題下說明：
「此一巨作，長十八台尺、高九台尺。畫面浮刻盛夏之芭蕉園，清風徐來，綠葉招展，五隻水牛交頭接尾於綠茵之上，兩個裸體牧童，天真爛漫，一騎牛背，手持竹笠，笠上置一竹笠，腳下水牛，一無所覺；俯首咀嚼綠草，一立牛側，以手撫水牛，水牛眼呈喜色，伸長其頸，任其所為。畫中詩趣橫溢，構成一幅幽閒靜穆之南國風景。」

《台灣教育》雜誌亦為文推崇：
「以黃氏生前之業績而論，固然足以推崇為斯界之麒麟兒，如更假以歲月，定可見其進而為世界的藝術家。」

## 外部連結
- 臺北市中山堂資訊網：水牛群像簡介
- 國立臺灣美術館 （页面存档备份，存于） ：可從「典藏」中檢索到水牛群像的典藏紀錄。
- 臺北市立美術館 （页面存档备份，存于） ：可從「典藏」中檢索到水牛群像的典藏紀錄。
- 高雄市立美術館數位典藏：可檢索水牛群像的典藏紀錄。